# Miguel Magalhães
Miguel Ângelo Moreira de Magalhães (sinh ngày 19 tháng 4 năm 1999) là một cầu thủ bóng đá người Bồ Đào Nha thi đấu cho Vitória Guimarães B ở vị trí hậu vệ.

## Sự nghiệp câu lạc bộ
Vào ngày 6 tháng 8 năm 2017, Magalhães có màn ra mắt cho Vitória Guimarães B trong trận đấu tại LigaPro 2017–18 trước Varzim.